# Nadīgaon
Nadīgaon är en ort i Indien.   Den ligger i distriktet Jālaun och delstaten Uttar Pradesh, i den centrala delen av landet, 300 km sydost om huvudstaden New Delhi. Nadīgaon ligger 147 meter över havet och antalet invånare är 7 597.
Terrängen runt Nadīgaon är mycket platt. Runt Nadīgaon är det tätbefolkat, med 297 invånare per kvadratkilometer. Närmaste större samhälle är Lahār, 12,5 km nordväst om Nadīgaon. Trakten runt Nadīgaon består till största delen av jordbruksmark.